# Eva Perón (pel·lícula)
Eva Perón és una pel·lícula argentina dramàtica-històrica de 1996 dirigida per Juan Carlos Desanzo i escrita per José Pablo Feinmann. És protagonitzada per Esther Goris i Víctor Laplace en els papers d'Eva Perón i Juan Domingo Perón. Es va estrenar el 24 d'octubre de 1996 i va ser guanyadora de diversos premis, entre ells el Còndor de Plata a la millor actriu, millor guió original i millor direcció artística de l'Associació de Cronistes Cinematogràfics de l'Argentina. Ha estat doblada al català.

## Argument
La pel·lícula narra la vida d'Eva Perón (1919-1952) prenent com a eix del relat els successos històrics de 1951, especialment la seva proposta com a candidata a Vicepresident de la Nació per part de la CGT i la seva renúncia una setmana després.

## Repartiment
- Esther Goris (María Eva Duarte de Perón)
- Víctor Laplace (Juan Domingo Perón)
- Cristina Banegas (Juana Ibarguren, mare de Evita)
- Pepe Novoa (Gral. Franklin Lucero)
- Irma Córdoba (Mercedes Ortiz de Achával Junco)
- Lorenzo Quinteros (Gral. Eduardo Lonardi)
- Tony Vilas (Gral. Edelmiro Farrell)
- Jorge Petraglia (Obispo)
- Enrique Liporace (Raúl Alejandro Apold)
- Tony Lestingi (Alejandro Achával Junco)
- Leandro Regúnaga (José Espejo)
- Fernando Sureda (Armando Cabo)
- Danilo Devizia (Enrique Santos Discépolo)
- Carlos Roffe (Gral. Ángel Solari)
- Jean Pierre Reguerraz (Gral. Benjamín Menéndez)
- Miguel Tarditti (Américo Ghioldi)
- Francisco Nápoli (Arturo Frondizi)
- Horacio Roca (Paco Jamandreu)
- Regina Lamm (Guillermina Bunge de Moreno)
- Ariel Bonomi (Juliol Álvarez)
- Luis Herrera (John William Cooke)
- Joselo Bella (Hernán Benítez)
- Eduardo Ruderman (Héctor Cámpora)
- Ramón Acuña (xofer cotxe president)
- Lindor Bressan (Militar Casa de Govern)
- Raúl Florido (Militar Casa de Govern)
- Florencia Sztajn (Evita nena)
- Darío Contartesi (Juan Duarte nen)
- Carla Damico (Blanca Duarte)
- Gabriela López (Elisa Duarte)
- Jorge García Marino (Ministre)
- Luis Mazzeo (Oficial jeep)
- Jovita Dieguez (Dona fundació)
- Inés Rey (Anciana asilo)
- Javier Faur
- Valeria Lorca
- Rosa Albina Ibáñez
- Adriana Pérez Gianny
- Roberto Fratantoni

## Premis
- 1997, Premis Còndor, Associació de Cronistes de Cinema de l'Argentina, Còndor de Plata a la millor actriu (Esther Goris)
- 1997, Premis Còndor, Associació de Cronistes de Cinema de l'Argentina, Còndor de Plata a la millor direcció artística (Miguel Ángel Lumaldo)
- 1997, Premis Còndor, Associació de Cronistes de Cinema de l'Argentina, Còndor de Plata al millor guió original (José Pablo Feinmann)

## Crítica
- "Filmada el mateix any que l'Evita d'Alan Parker, aquesta aposta per l'exposició realista dels fets, sòbria i directa"[3]
- "Anodí biòpic, filmat de manera rutinària i interpretat amb correcció. Tan sols mediocre"[4]